# Astana Arena
Astana Arena (kaz.: Астана Арена) nogometni je stadion u Astani, Kazahstan. Otvoren je 2009. godine nakon trogodišnje izgradnje. S kapacitetom od približno 30.000 gledatelja najveći je stadion u Kazahstanu, gdje je i jedini s pokretnim krovom koji se po potrebi može potpuno zatvoriti. Dana 31. siječnja 2011. na Astana Areni održana je svečanost otvaranja sedmog izdanja Azijskih zimskih igara.
Na stadionu svoje domaće utakmice igraju nogometni klubovi Astana i Báıterek te kazahstanska nogometna reprezentacija. Dana 21. srpnja 2022. na ovom je stadionu igrao NK Osijek, kojeg je u okviru drugog pretkola Europske konferencijske lige ugostio Qyzyljar iz Petropavla, čiji stadion Karasaı ne zadovoljava UEFA-ine kriterije za odigravanje međunarodnih utakmica.